# Katasterrute
Katasterrute, auch Katastralrute, war ein deutsches Längenmaß in Hessen-Kassel und im Großherzogtum Oldenburg. In Oldenburg, in Jever, Delmenhorst, Bremen und Hamburg war sie die Oldenburger Katastralrute.
In Deutschland existierten zum Kataster, wie auch in Österreich, sogenannte „Katastermaße“, wie z. B. Katasterfuß, Katasterjück und Katasterrute. Diese waren aber nicht länderübergreifend gleich. 
In Hessen-Kassel galt:
- 1 Katạsterrute = 14 Katasterfuß = 3,989 Meter (3,98875695)

Im Großherzogtum Oldenburg galt die Oldenburger Katastralrute/Katạsterrute mit diesen Werten:
Diese Rute unterschied sich von der sogenannten neuen Rute (18 Fuß waren 5,325822 Meter) in der Anzahl der auf das Maß entfallenden Fuß. Zu Grunde lag der Oldenburger Fuß mit 0,295879 Meter, beziehungsweise 3,379759 Oldenburger Fuß ergaben 1 Meter. 
- 1 Katạsterrute/Katastralrute = 10 Fuß = 2,95879 Meter

Die darauf basierende Flächeneinheit, das Katasterjück, war
- 1 Katasterjück = 0,5603 Hektar

Es hatte 640 Katasterruten im Jahr 1836, ab 1871 160 Quadrat-Ruten, was 45,383 Ar entsprach. Im Baugewerbe rechnete man das frühere Feldmaß mit 40 Ar.
Die Katastralrute war auch die Grundlage bei der Landvermessung und somit als Flächenmaß Katastralquadratrute, auch Katasterquadratrute, in Anwendung.
- 1 Katastralquadratrute = 100 Quadratfuß = 8,7544 Quadratmeter
- 1 Jück (altes) = 160 Quadratruten (alte) = 640 Katastral-Ruten = 5602,84 Quadratmeter = 56,028 Ar[1]